# Sparassidae
Sparassidae constitui uma família de aracnídeos  comumente conhecidos como aranhas caçadoras ou esparassídeos.

## Gêneros
- Adcatomus
- Anaptomecus
- Anchognatha
- Beregama
- Berlandia
- Bhutaniella
- Carparachne
- Cebrennus
- Cerbalus
- Cercetius
- Chrosioderma
- Clastes
- Damastes
- Decaphora
- Defectrix
- Delena
- Dermochrosia
- Eodelena
- Eusparassus
- Exopalystes
- Geminia
- Gnathopalystes
- Heteropoda
- Holconia
- Irileka
- Isopeda
- Isopedella
- Keilira
- Leucorchestris
- Macrinus
- Martensopoda
- Megaloremmius
- Micrommata
- Nolavia
- Nonianus
- Olios
- Orchestrella
- Origes
- Paenula
- Palystella
- Palystes
- Panaretella
- Pandercetes
- Parapalystes
- Pediana
- Pleorotus
- Polybetes
- Prusias
- Prychia
- Pseudomicrommata
- Pseudopoda
- Pseudosparianthis
- Remmius
- Rhacocnemis
- Rhitymna
- Sagellula
- Sampaiosia
- Sarotesius
- Sinopoda
- Sivalicus
- Sparianthina
- Sparianthis
- Spariolenus
- Spatala
- Staianus
- Stasina
- Stasinoides
- Stipax
- Strandiellum
- Thelcticopis
- Thomasettia
- Tibellomma
- Tychicus
- Typostola
- Vindullus
- Yiinthi
- Zachria